# Tchaouchli
Tchaouchli (en macédonien Чаушли) est un village du sud-est de la Macédoine du Nord, situé dans la municipalité de Doïran. Le village ne comptait aucun habitant en 2002. 